# Leucosyrinx pikei
Leucosyrinx pikei é uma espécie de gastrópode do gênero Leucosyrinx, pertencente a família Pseudomelatomidae.